# Havana Moon (concert des Rolling Stones)
Ne doit pas être confondu avec Havana Moon.
Pour plus de détails, voir Fiche technique et Distribution.
Havana Moon est un film de concert du groupe The Rolling Stones réalisé par Paul Dugdale et sorti le 10 novembre 2016 en DVD, Blu-Ray, CD et triple vinyle.
Il a été filmé lors du fameux concert gratuit du 25 mars 2016 des Rolling Stones au complexe sportif Ciudad Deportiva de La Havane à Cuba devant 500 000 spectateurs, ceux-ci devenant le premier groupe de rock à jouer dans ce pays devant une telle foule, battant le record du chanteur italien Zucchero en 2012 avec 70 000 spectateurs,. Le concert était initialement prévu le 20 mars mais fut différé à la suite de la visite historique de Barack Obama à Cuba, inaugurant le dégel cubain.
De ce fait, le groupe a fait appel au réalisateur Paul Dugdale (connu pour avoir filmé les performances live de Coldplay et d'Adele) pour le filmer.

## Fiche technique
- Titre : Havana Moon
- Réalisation : Paul Dugdale
- Photographie : Brett Turnbull
- Montage : Simon Bryant et Tom Watson
- Production : Simon Fisher
- Société de production : JA Digital
- Pays :  Royaume-Uni
- Genre : Film de concert
- Durée : 116 minutes
- Dates de sortie : 
  -  Royaume-Uni : 23 septembre 2016
  -  France : 16 août 2020

## Liste des titres
1. Jumpin' Jack Flash
2. It's Only Rock 'N Roll (But I Like It)
3. Tumbling Dice
4. Out Of Control
5. All Down the Line
6. Angie
7. Paint It, Black
8. Honky Tonk Women
9. You Got the Silver
10. Before They Make Me Run
11. Midnight Rambler
12. Miss You
13. Gimme Shelter
14. Start Me Up
15. Sympathy for the Devil
16. Brown Sugar
17. You Can't Always Get What You Want
18. (I Can't Get No) Satisfaction